# Isoetes smithii
Isoetes smithii là một loài dương xỉ trong họ Isoetaceae. Loài này được H.P. Fuchs mô tả khoa học đầu tiên năm 1986.